# Rue Traînée
La rue Traînée ou rue Trainée est une ancienne voie qui était située dans l'ancien 3e arrondissement et qui a été absorbée par la rue Rambuteau.

## Origine du nom
L'origine de ce nom est inconnue, toutefois Jaillot émet l'idée que la forme de cette rue, qui était longue et étroite, lui aurait fait donner ce nom.

## Situation
En 1817, la rue Traînée, alors située dans l'ancien 3e arrondissement dans le quartier Saint-Eustache, commençait au 15, place de la Pointe-Saint-Eustache et au 1, rue Montmartre et finissait au 44, rue du Four-Saint-Honoré et rue du Jour. Elle était située dans l'ancien 3e arrondissement dans le quartier Saint-Eustache.
Les numéros de la rue étaient rouges. Le dernier numéro impair était le no 17. Il n'y avait pas de numéro pair car ce côté était bordé par l'église Saint-Eustache.

## Historique
En 1300, on trouve cette rue sous le nom de « ruelle au Curé » ; en 1313, elle est « ruelle au Curé de Saint-Huystace ».
Elle est citée dans Le Dit des rues de Paris de Guillot de Paris sous le nom « ruelle e Prestre ».
Jean de La Tynna et Jean Lebeuf indiquent que la rue Trainée pourrait-être une partie de la rue de la Croix-Neuve qui est également citée dans Le Dit des rues de Paris.
Au XVe siècle et au début du XVIe siècle, elle se nommait « rue de la Barillerie », les censiers de 1489 et 1530 l'indiquent sous le nom de « rue devant le petit Huis-Saint-Eustache » ou « rue devant Saint-Eustache ». Un titre du 2 mars 1574 la désigne pour la première fois sous la dénomination de « rue Traînée ».
La croix placée devant l'église Saint-Eustache se nommait « la Croix Jean-Bigne » ou « la Croix Jean-Bigue » puis, rénovée et rétablie, elle fut alors nommée « la Croix-Neuve ». Elle existait encore en 1739 entre les rues Trainée et Coquillière.
Elle est absorbée, entre les rues Montmartre et du Jour, par la rue Rambuteau.

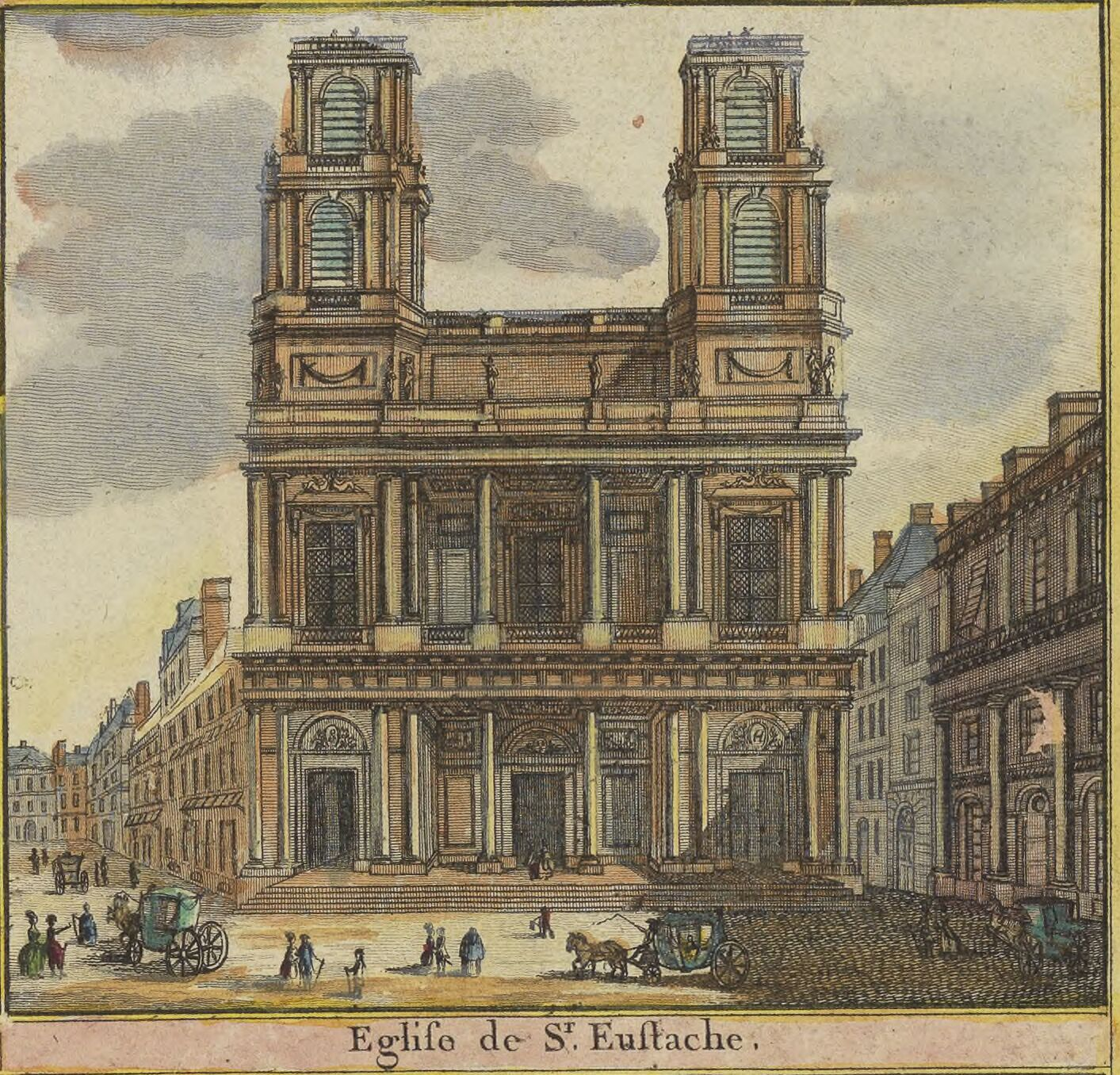
Sur la droite de l'église, la rue Traînée, dont on se figure l'étroitesse. Fin du XVIIIe siècle, avec la façade projetée et représentée achevée de Saint-Eustache.